# Glendale Challenger
Il Glendale Challenger è stato un torneo professionistico di tennis giocato su campi in cemento. Faceva parte dell'ATP Challenger Series. Si giocava annualmente a Glendale negli Stati Uniti.

## Albo d'oro

### Singolare
| Anno | Campione       | Finalista        | Punteggio |
| ---- | -------------- | ---------------- | --------- |
| 1995 | Mark Knowles   | Derrick Rostagno | 6–4, 7–6  |
| 1994 | Christian Ruud | Michael Joyce    | 6–1, 6–3  |

### Doppio
| Anno | Campioni                    | Finalisti                            | Punteggio |
| ---- | --------------------------- | ------------------------------------ | --------- |
| 1995 | Rikard Bergh David Ekerot   | Juan Luis Rascón Lope Federico Rovai | 6–2, 6–1  |
| 1994 | Trevor Kronemann Rick Leach | Brian Gyetko Bryan Shelton           | 6–4, 6–3  |